# Абу-ль-Рабия
Абу-ль-Рабия Сулейман аль-Марини, или Абу-ль-Рабия (1289 — 23 ноября 1310) — девятый маринидский султан Марокко, сын (или внук) Абу Якуба Юсуфа. Занял престол в 19 лет.

## Биография
Абу-ль-Рабия Сулейман сменил своего брата Абу Табита Амира в качестве султана Марокко в июле 1308 года. Абу Табит умер в Тетуане, осаждая Сеуту, и Абу-ль-Рабия продолжил осаду, рассчитывая разгромить Усмана ибн Идриса, претендента на престол Маринидов и ставленника Насридов. Считается, что эмиссары Абу-ль-Рабии были участниками переговоров в Алькала-де-Энарес в конце 1309 года между Фердинандом IV Кастильским и Хайме II Арагонским, направленных против султана Насридов Мухаммада III. После того, как Мухаммед III был свергнут в результате переворота своего брата в марте 1309 года, Насриды быстро восстановили отношения с Маринидами, отказавшись от поддержки Усмана ибн Идриса, и активно помогали Абу-ль-Рабии в освобождении Сеуты в июле 1309 года.
Мариниды скоро ответили взаимностью: Абу-ль-Рабия отправил флот Маринидов, чтобы заставить кастильцев снять осаду Альхесираса в январе 1310 года, и направил войска, чтобы помочь гранадцам отбиться от арагонской атаки неподалёку от Альмерии.
В рамках сделки был заключён договор о браке между Абу-ль-Рабией и принцессой Гранады. Правитель Гранады Наср передал иберийские города Альхесирас и Ронда Маринидам как приданое.
Как и его брат, Абу-ль-Рабия Сулейман заболел и умер в ноябре 1310 года. Он не оставил сыновей, и на престоле его сменил дядя (или брат) Абу Саид Усман II.